# طبیعت انسان (ترانه)
«طبیعت انسان» ترانه‌ای در سبک آر اند بی اثر خوانندهٔ آمریکایی، مایکل جکسون است که در سال ۱۹۸۲ منتشر و در آلبوم دلهره‌آور قرار گرفت. شعر این ترانه توسط استیو پرکارو و جان بتیس نوشته شده. در ابتدا استیو پرکارو این موسیقی را برای دخترش ساخته بود و دمویی از آن را روی نواری ضبط کرده و به کوینسی جونز داد. جونز از این آهنگ لذت برد و تصمیم گرفت آن را در آلبوم دلهره‌آور مایکل جکسون بگنجاند. سپس جان بتیس ترانه را بازنویسی کرد و شعر طوری تغییر داد که در مورد یک رهگذر نیویورک باشد. «طبیعت انسان» آخرین ترانه‌ای بود که تصمیم گرفته شد در آلبوم دلهره‌آور قرار داده شود.
این ترانه در ۳ ژوئیه ۱۹۸۳ به عنوان ششمین تک‌آهنگ آلبوم دلهره‌آور منتشر شد. با این‌که «طبیعت انسان» در بریتانیا منتشر نشد اما در جدول آثار موسیقی ایالات متحده آمریکا جزو ۱۰ تک آهنگ برتر شد و رتبهٔ دوم ترانه‌های بزرگ‌سالان در مجلهٔ بیلبورد و در مجموع رتبهٔ هفتم در همان مجله را به دست آورد. طبیعت انسان توسط هنرمندان بسیاری از جمله استیوی واندر، ویجی آیر، جان مایر، مایلز دیویس، اس‌دبلیووی، اریک لوئیس، ناز، توچلوز، پیتر بنت، جیسون نوینز، دانی!، دیوید مید، تورو یی موی و کریس براون مورد بازخوانی و نمونه برداری قرار گرفت.